# Luneray
Luneray is een gemeente in het Franse departement Seine-Maritime (regio Normandië). De plaats maakt deel uit van het arrondissement Dieppe. De gemeente telde 2.166 inwoners op 1 januari 2022.

## Geschiedenis
Op het grondgebied van de gemeente werd een urnenveld uit het einde van de 2e of het begin van de 3e eeuw gevonden.
De kerk van Luneray werd voor het eerst vermeld in de 12e eeuw. Luneray was een landbouwdorp waar ook textielnijverheid was. Er werden wol en vlas verwerkt. Onder de wevers van Luneray, die over het algemeen geletterd waren, verspreidde zich in de 16e eeuw het protestantisme na de komst van predikant Jean Venable. Zij namen een protestantse kerk in gebruik maar die werd vernield tijdens de godsdienstoorlogen. Een tweede protestantse kerk werd gebouwd in 1630. Ook deze werd afgebroken, in 1682, enkele jaren voor het Edict van Fontainebleau een einde maakte aan de geloofsvrijheid van de Franse protestanten. Een deel van de protestanten vluchtte naar Engeland. Er bleef wel een belangrijke protestantse aanwezigheid in Luneray. Pas in 1812 werd er een nieuwe protestantse kerk geopend. De vader van Julie Siegfried (geboren Puaux), Frans feministe, was dominee in Luneray.
De textielnijverheid van Luneray kende haar hoogtepunt in de 18e en 19e eeuw. Een specialiteit van de streek was de siamoise, een stof geweven uit linnen en katoen. Het thuis weven verdween in de 19e eeuw. Tissage du Ronchay, een textielfabriek die linnen maakte, werd geopend in 1845. Ze sloot rond 2010. Luneray kreeg een treinstation op de spoorlijn Dieppe - Fécamp, maar dit station werd later gesloten en de spoorlijn werd opgebroken.

## Geografie
Luneray ligt in het Pays de Caux op een hoogte van ongeveer 75 meter tussen de valleien van de Dun en de Saâne.
De oppervlakte van Luneray bedroeg op 1 januari 2022 5,08 vierkante kilometer; de bevolkingsdichtheid was toen 426,4 inwoners per km².
De onderstaande kaart toont de ligging van Luneray met de belangrijkste infrastructuur en aangrenzende gemeenten.

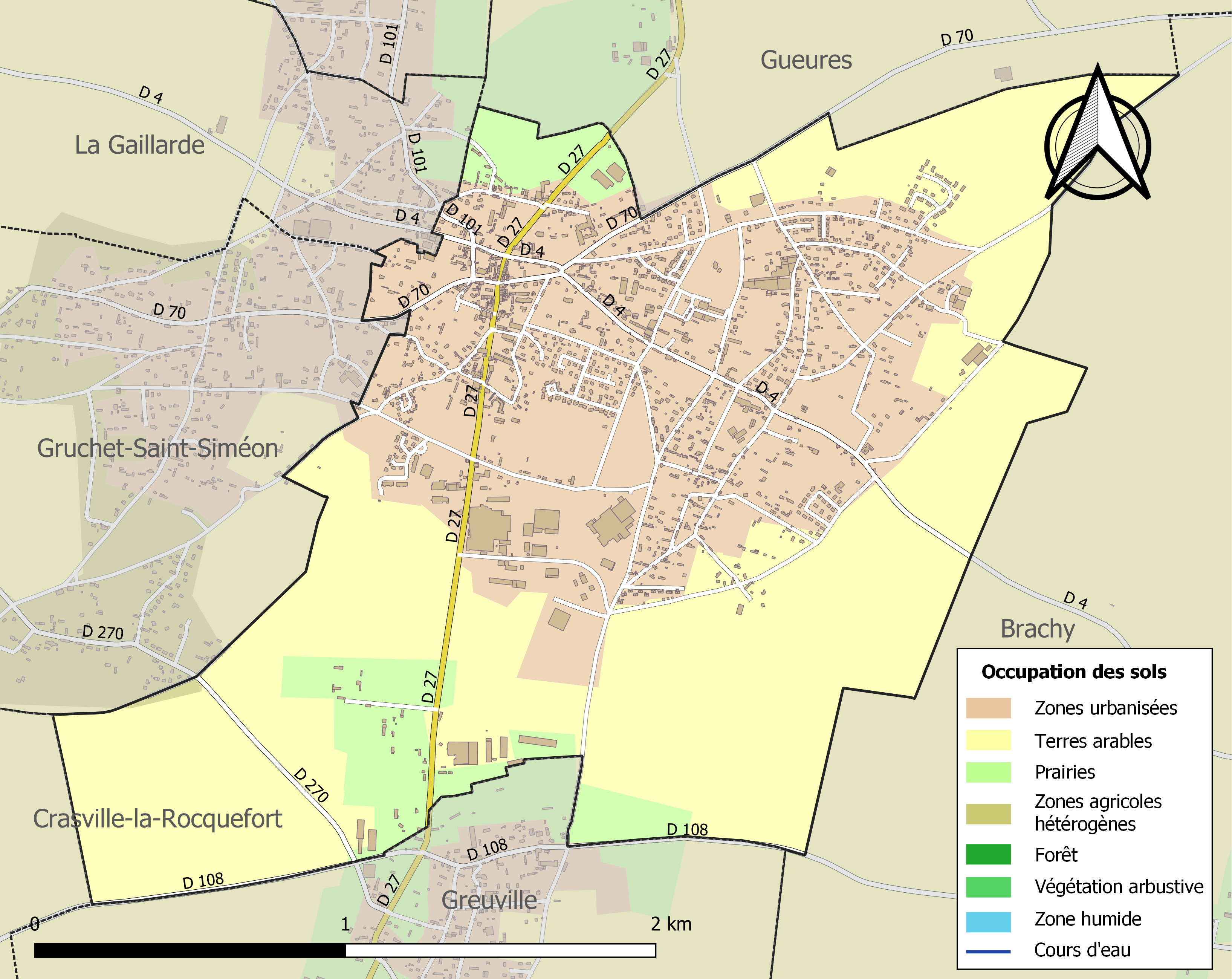

## Demografie
Onderstaande figuur toont het verloop van het inwonertal (bron: INSEE-tellingen).

## Bezienswaardigheden
De katholieke kerk Saint-Rémi gaat terug tot de 12e eeuw. De eerste kerk werd gebouwd uit tufsteen. Uit deze eerste bouwfase rest enkel een boog in de toren. De huidige kerk kende bouwfases in de 16e, 17e en 19e eeuw. Binnenin bevinden zich doopvonten uit de 12e of 13e eeuw. De protestantse kerk werd gebouwd vanaf 1807 met keizerlijke toelating.

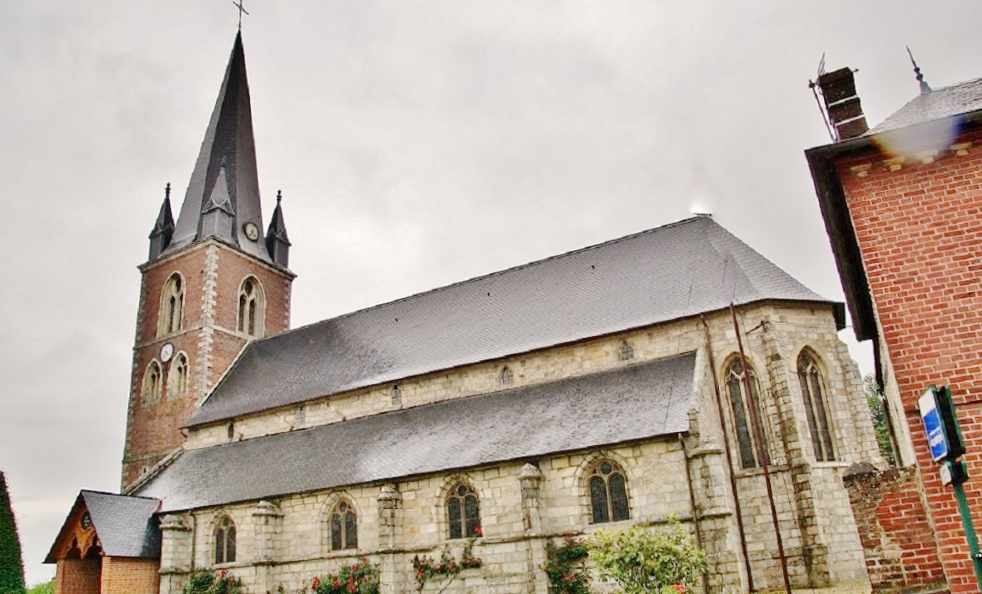
Katholieke kerk
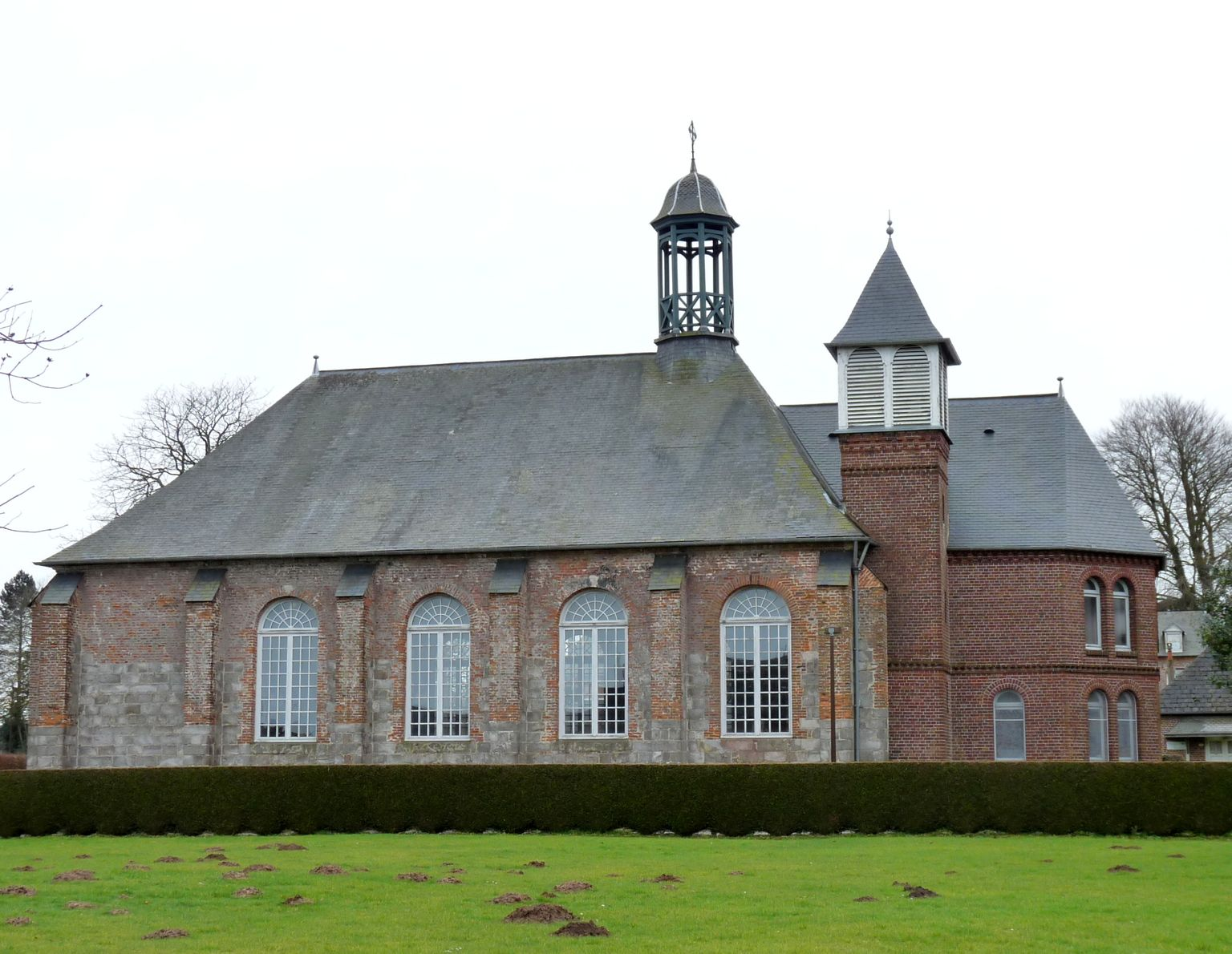
Protestantse kerk
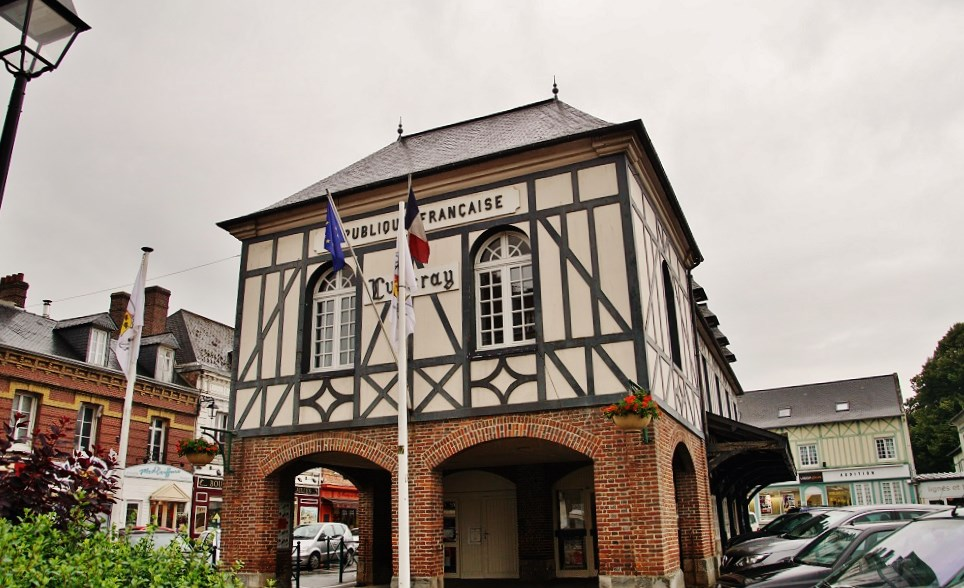
Gemeentehuis

## Geboren
- Julie Siegfried (1848-1922), feministe